# Jean-Paul Sartre
Jean-Paul Charles Aymard Sartre, més conegut com a Jean-Paul Sartre, (París, 21 de juny de 1905 - 15 d'abril de 1980) fou un filòsof, professor universitari, crític literari i escriptor (teatre, novel·la, periodisme) francès, considerat una figura destacada de la filosofia i el marxisme francesos del segle xx. Sartre va ser una de les figures clau de la filosofia de l'existencialisme (i de la fenomenologia). La seva obra ha influït en la sociologia, teoria crítica, teoria postcolonial i estudis literaris, i continua fent-ho. Va ser guardonat amb el Premi Nobel de Literatura de 1964 tot i intentar refusar-lo, dient que sempre havia declinat els honors oficials i que "un escriptor no hauria de deixar-se convertir en una institució".
S'interessà per la filosofia des de la dècada del 1920 gràcies a la lectura d'Essai sur les données immédiates de la conscience, de Henri Bergson. Autor prolífic i hiperactiu, és conegut per la seva obra, especialment pels seus paradigmes filosòfics aplegats sota el nom d'existencialisme. Va deixar una colossal obra en forma de novel·les, assaigs, obres de teatre, biografies i escrits filosòfics. La seva filosofia va marcar la postguerra, i ell fou el símbol i l'arquetip de l'intel·lectual compromès. Des de la seva participació en la Resistència el 1941 fins a la seva mort el 1980, Sartre no va deixar de donar suport amb passió aquelles causes socials que li semblaven justes. Fou una mena de Voltaire del segle xx i va lluitar, incansablement, fins al final de la seva vida.
Sartre va mantenir una relació oberta amb la prominent feminista i filòsofa existencialista Simone de Beauvoir. Junts, Sartre i de Beauvoir van desafiar els supòsits i expectatives culturals i socials de la seva educació, que consideraven burgesa, tant en estils de vida com en pensament. El conflicte entre el conformisme opressiu i espiritualment destructiu (mauvaise foi, literalment, "mala fe") i una manera "autèntica de ser" es va convertir en el tema dominant de les primeres obres de Sartre, un tema plasmat en la seva principal obra filosòfica L'ésser i el no-res (L'Être et le Néant, 1943). La introducció de Sartre a la seva filosofia és la seva obra L'existencialisme és un humanisme (L'existentialisme est un humanisme, 1946), presentada originalment com a conferència.

## Biografia
| «                               | No intento protegir la meva vida a pilota passada mitjançant meva filosofia, que és bastarda, ni conformar la meva vida amb la meva filosofia, que és pedant, sinó que en realitat, la vida i la filosofia s'uneixen. | » |
| — Carnets de la Drôle de guerre | |   |

### Del geni al compromís

#### Infància
Jean-Paul-Charles-Aymard-Léon-Eugène Sartre va néixer el 21 de juny de 1905 a París. Fill únic d'una família de classe mitjana: el seu pare va morir de febre groga quan Sartre tenia 15 mesos; el seu oncle fou professor a l'École polytechnique i militar; la seva mare, Anne-Marie Schweitzer, provenia d'una família d'intel·lectuals i professors alsacians. Ell era cosí del conegut pacifista Albert Schweitzer.
Tot i ser orfe, la imatge del pare hi és present a través del seu avi, Charles Schweitzer, un home amb una imponent personalitat, qui l'educà abans d'entrar a l'escola pública als 10 anys. A partir de 1907 a 1917, el petit Poulou, com se l'anomena, viu amb la seva mare a casa dels avis materns. Va passar 10 anys feliços. El petit Poulou fou adorat, mimat, felicitat tots els dies, construint-se, probablement, un caràcter narcisista. A la gran biblioteca de la casa dels Schweitzer va descobrir la literatura, i opta per llegir en comptes d'anar a jugar amb els altres infants.
Aquest període acaba el 1917: la seva mare es casa en segones núpcies amb Joseph Mancy, enginyer de l'armada, a qui Sartre, aleshores amb 12 anys, mai no acabà d'acceptar. Després es van traslladar a La Rochelle, on va romandre fins a l'edat de 15 anys, tres anys que li suposarien una agonia: Sartre va passar del paradís narcisista schweitzerià a la realitat dels alumnes violents i cruels, mentre que ha de compartir amb el seu padrastre una mare que fins aquell moment li havia prestat atenció de manera exclusiva.
L'estiu de 1920, Jean-Paul Sartre cau malalt i és portat d'urgència a París. Conscient de la seva educació, que podria ser «pervertida» pels nois malcarats de l'escola de Le Havre, la seva mare decideix que romangui a París.

#### Anys d'estudi
Als 16 anys, es va reincorporar al Liceu Henri IV, on va estudiar sisè i cinquè. Retroba Paul Nizan, un altre aspirant a escriptor, amb qui formarà una gran amistat fins a la seva mort el 1940 a la batalla de Dunkerque. Amb el suport d'aquesta amistat, Sartre va començar a construir una personalitat. Per a tots els components de la «classe d'elit» de llatí i grec en la qual estudiava, Sartre es va convertir en el «SO», és a dir, el «sàtir oficial», fruit de la seva actitud ocurrent i bromista. Els últims anys dels estudis de secundària, Sartre i Nizan, borratxos i feliços celebrant el seu èxit en un batxillerat fàcil, haurien vomitat als peus del director del Liceu Henri IV, en part per la borratxera i en part com una provocació.
Sartre, sempre acompanyat per Nizan, prepara l'entrada a l'École Normale Supérieure al Liceu Louis-le-Grand. Va fer el seu debut literari escrivint dos petits contes i dues sinistres històries de professors de província, en les quals explota la seva ironia i el seu disgust per la vida convencional. Al mateix temps, Sartre torna a fer el seu paper com a agitador junt amb Nizan, jugant, fent bromes i escenes entre les classes. Dos anys després de l'entrada a École Normale Superieure, Sartre i Nizan es varen graduar.
Sartre es fa notar en el que Nizan anomena «l'escola pretesament normal i anomenada superior». Sartre és, en efecte, el temut instigador de totes les bromes, tot l'enrenou, arribant a provocar un escàndol per representar amb els amics una paròdia antimilitarista a la revista de l'École Normale Supérieure el 1927, després del qual Gustave Lanson, director de l'escola, va dimitir. El mateix any, va signar amb els companys de classe, i també amb Lucien Descaves, Louis Guilloux, Henry Poulailler, Jules Romà i Séverine, la petició, apareguda el 15 d'abril a la revista Europe, en contra de la llei sobre l'organització de la nació en temps de guerra que derogava tota independència intel·lectual i la llibertat d'opinió. Sartre ja tenia gust per la provocació i la lluita contra l'autoritat moral. Va adquirir una gran reputació entre el professorat i era ovacionat cada cop que arribava al refectori. Si a Sartre li agrada ser un agitador, també és un gran treballador, llegeix més de 300 llibres a l'any, escriu cançons, poemes, contes curts i novel·les sense descans. Sartre fa amics, que posteriorment van ser famosos, com Raymond Aron o Maurice Merleau-Ponty.
Tanmateix, durant aquests quatre anys a l'École Normale Supérieure, Sartre no sembla interessat en la política. Espontàniament anarquitzant, no va a cap esdeveniment ni es motiva per cap causa.

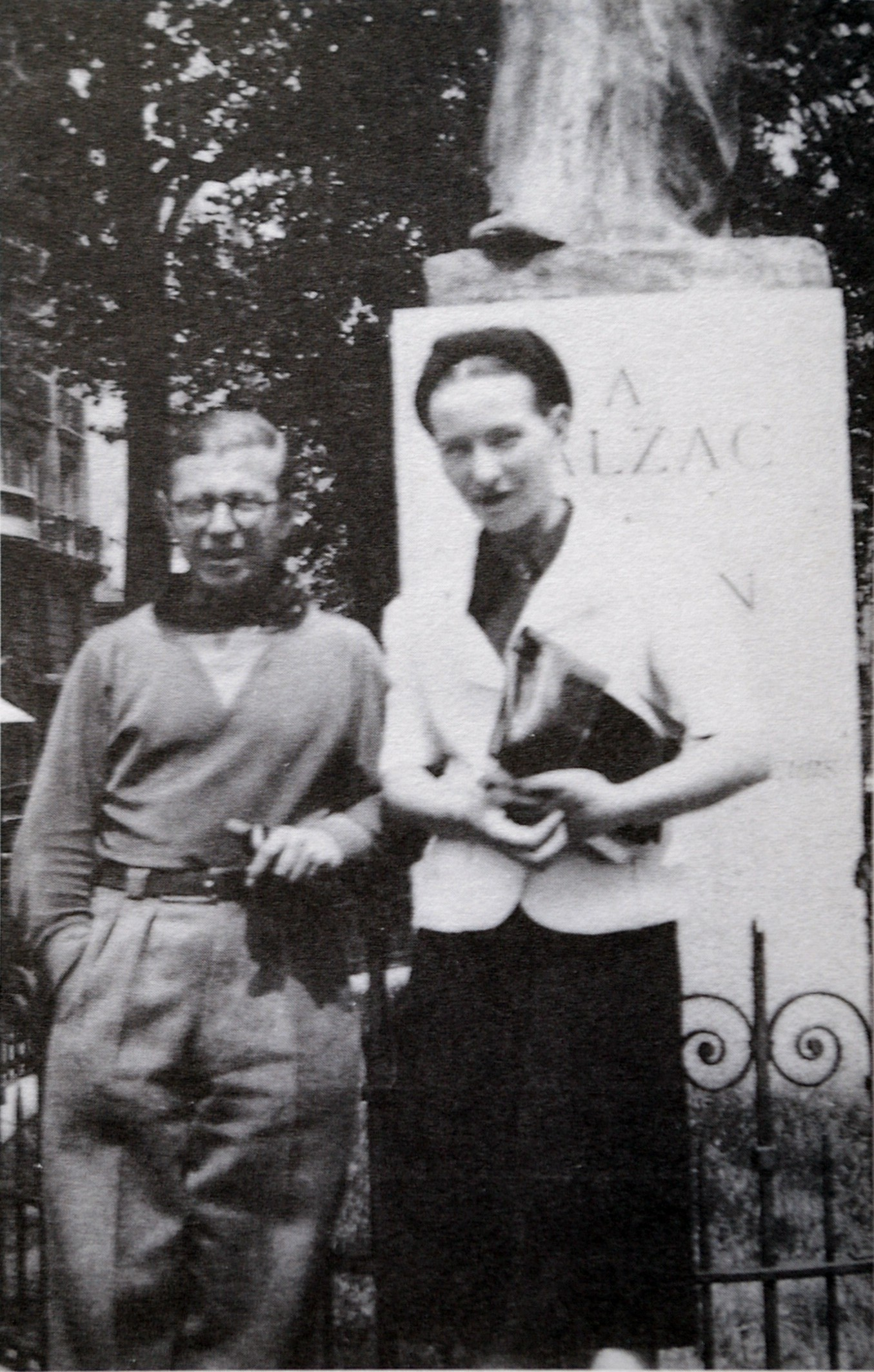
Sartre i Simone de Beauvoir davant l'estàtua de Balzac a París el 1920

Per a sorpresa dels seus lectors, que es pregunten sobre un possible error del jurat, Sartre no va superar el 1928 la llicenciatura en Filosofia en la qual Raymond Aron va ocupar el primer lloc (Sartre va dir després que havia mostrat massa originalitat). Preparant durament la prova per segona vegada es troba en el seu grup de treball a Simone de Beauvoir, coneguda amb el malnom de castor, sobrenom que li va posar Herbaud i utilitzat immediatament per Sartre, ja que Beauvoir és molt similar a l'anglès beaver (és a dir castor) i, com ella, «els castors fan la seva i tenen esperit constructor». Aquest sobrenom fou immediatament utilitzat per Sartre i ella esdevindrà la seva companya intel·lectual fins al final de la seva vida. Beauvoir també va ser el seu «amor necessari» en comptes dels «amors contingents», que van acordar conèixer tots dos. Sartre rep el primer lloc a l'examen en el segon intent, Simone de Beauvoir va obtenir el segon lloc.
Després de fer el servei militar, el jove professor de 26 anys viatja al Japó, que sempre li havia interessat. Després és enviat a l'escola de Le Havre, actualment l'escola François I el març de 1931. Això és una prova per a Sartre, ja que repudiava les vides ordenades i que va criticar en els seus escrits l'«avorrida vida del professor de província».

#### Els anys a Le Havre: una travessia pel desert
Sartre va aterrar a la vida real, el treball i la vida quotidiana. Tot i que xocava amb alguns pares i professors per les seves formes (per exemple, arribar a classe sense corbata), va atraure a cinc generacions d'estudiants, per als qui fou un excel·lent professor, cordial i respectuós, i amb freqüència un amic. D'aquí va néixer la seva complicitat amb l'adolescència, un contacte que sempre va mantenir al llarg de la seva vida.
Temporalment va succeir Raymond Aron a l'Institut Francès de Berlín entre 1933 i 1934, on va completar la introducció a la fenomenologia d'Edmund Husserl.
Des que era petit va pensar en obtenir la fama, però aquests anys a Le Havre no li varen resultar favorables, ja que els seus escrits van ser rebutjats pels editors. Tanmateix, l'èxit va arribar, i va ser amb el seu primer llibre publicat el 1938 per Éditions Gallimard, la novel·la filosòfica La nàusea, parcialment autobiogràfic, que narra la tempestuosa existència d'Antoine Roquentin, un fadrí de 35 anys i historiador en el seu temps lliure. Mentrestant s'ha traslladat a l'Escola Normal per a professors de Laon a la Picardia, d'on era Alexandre Dumas i més tard Christian Nique, assessor d'educació del president François Mitterrand.
L'octubre de 1937 va ser traslladat al Lycée Pasteur a Neuilly-sur-Seine. Va començar per a ell un breu període de notorietat: amb La nàusea va estar a punt d'obtenir el Premi Goncourt i va publicar una col·lecció d'històries curtes, El mur. Aquesta fase es va interrompre abruptament per la Segona Guerra Mundial, quan va estar mobilitzat a Nancy.

### La guerra i el compromís
Abans de la Segona Guerra Mundial, Sartre no tenia consciència política. Pacifista, però sense ser un activista per la pau, l'antimilitarista Sartre assumeix la guerra sense vacil·lar. L'experiència de la guerra i la vida en comunitat el van transformar totalment.
Durant la Guerra de Broma, va ser contractat com a soldat meteoròleg. La seva funció li deixava molt temps lliure, solia escriure molt (amb una mitjana de dotze hores al dia durant nou mesos va fer 2.000 pàgines, incloent una petita part publicada). Va començar a escriure per a evitar el contacte amb els companys de viatge, ja que suportava malament les relacions formals i jeràrquiques de l'exèrcit.
La Guerra de Broma va acabar el maig de 1940, i el fals conflicte va esdevenir ben real. El 21 de juny, Sartre és fet presoner a Padoux i transferit a un camp de detenció a Alemanya amb 25.000 presoners. La seva experiència com a presoner el va marcar profundament: aprèn la solidaritat amb els homes, lluny de sentir-se intimidat, participa alegrement en la vida comunitària. Explica històries i acudits als seus companys d'habitació, participa en competicions de boxa, va escriure i va dirigir una obra de teatre per la vigília de Nadal (titulada Bar Kobà, derivat del nom de Ximon bar Kokhebà, una obra sense publicar).
Aquesta vida al camp de presoners va ser important, perquè representà un punt d'inflexió a la seva vida: abandona l'individualisme dels anys 1930, i pren compromís amb la comunitat.
El març de 1941 Sartre s'allibera mitjançant un certificat mèdic fals. La seva nova disposició a comprometre's, el portà, al seu retorn a París, a participar en la fundació d'un moviment de resistència anomenat Socialisme et liberté, amb alguns dels seus amics, entre ells Simone de Beauvoir. Va arribar a tenir uns cinquanta membres a juny de 1941. Sartre era un resistent modest, però sincer. Vladimir Jankélévitch li retrauria haver cuidat més el progrés de la seva carrera que denunciar o oposar-se als ocupants. La impressió i distribució de fullets, però, no varen ser trivials: Sartre i els seus amics es varen lliurar per poc en diverses ocasions de ser arrestats. L'estiu de 1941 va creuar la província en moto per intentar, en va, ampliar el moviment més enllà de la capital i reunir altres intel·lectuals com Andé Gide o André Malraux. Després de la detenció de dos companys, el grup Socialisme et liberté es va dissoldre cap a la fi de l'any 1941.
L'octubre de 1941, Sartre va ser assignat al Liceu Condorcet com a professor de classes preparatòries de literatura reemplaçant a Fernando Alquié. Aquest lloc havia estat ocupat originalment pel professor Henri Dreyfus-Le Foyer (fins al 1940) quan va ser expulsat per ser jueu. Un fet que va revelar a l'octubre de 1997 Jean Daniel en una editorial a Le Nouvel Observateur on va criticar Sartre. Ingrid Galster posa en qüestió la qualitat del compromís de Sartre i opina que «volgudament o no, objectivament, es va aprofitar de les lleis racials de Vichy».
Tot i la dissolució del grup Socialisme et liberté, Sartre no renuncià a la resistència que continuà mitjançant l'escriptura. El 1943 va interpretar Les mosques, una peça que va compondre, fent-se ressò del mite d'Electra, amb una crida simbòlica a resistir l'opressor. Va ser llavors quan va conèixer per primera vegada el periodista Albert Camus. En aquest període de l'ocupació, l'obra no tingué l'impacte esperat: les sales buides, les actuacions aturades abans de finalitzar. Per a Jean Amadou, aquesta representació és més ambigua: «el 1943, en els anys més foscos de l'ocupació, va fer interpretar a París Les mosques. És a dir que va fer exactament el que va fer Sacha Guitry, representar les seves peces davant un públic d'oficials alemanys, amb la diferència que amb l'alliberament Guitry va ser detingut, mentre que Sartre va ser part del comitè de depuració que va decidir que l'escriptor tingués dret a publicar, però no la resta. Malraux, que havia arriscat la seva vida a la Resistència, no es va sentir autoritzat fins al moment per ser part d'aquest tribunal autodesignat. Michel Winock creu que «va ser l'astúcia del fracàs de Sartre a transformar el teatre en un benefici polític».
El mateix any va publicar L'ésser i el no-res (influenciat per Martin Heidegger), on va presentar una actualització i aprofundiment dels fonaments teòrics del seu sistema de creences. També va escriure una obra de teatre, Els altres, i més endavant Sense sortida, interpretada el maig de 1944 i que va ser un gran èxit.
Cap al final de la guerra, Sartre va ser reclutat per Camus per a la xarxa de resistència Combat, i es va convertir en reporter al diari del mateix nom, descrivint a les pàgines inicials, l'alliberament de París. Aquí començava la seva fama a tot el món. Va ser enviat el gener de 1945 als Estats Units d'Amèrica (EUA) per escriure una sèrie d'articles per a The Washington Post, i va ser rebut com un heroi de la resistència.
Així, la guerra per partida doble va tallar la seva vida en dos: abans d'anarquista individualista, poc preocupat pels assumptes del món, després, Sartre es fa activista i políticament compromès. Professor parisenc conegut al món intel·lectual, després de la guerra va esdevenir una autoritat internacional.

### Sartre i el comunisme
El període inicial de la carrera de Sartre anar seguit d'un segon període d'activisme polític i intel·lectual. En particular el seu treball de 1948, Les mans brutes examinava el problema de ser un intel·lectual al mateix temps que es participava activament en la política. Es va afiliar al Partit Comunista Francès, encara que tot just va ser membre durant algunes setmanes, i va ocupar un paper prominent en la lluita contra el colonialisme francès a Algèria. Es podria dir que va ser el simpatitzant més notable de la guerra d'alliberament d'Algèria, i convertí la seva ajudant domèstica algeriana, Arlette Elkaïm, en la seva filla adoptiva l'any 1965. Es va oposar a la Guerra del Vietnam i, al costat de Bertrand Russell i altres intel·lectuals, va organitzar el Tribunal Russell amb el propòsit d'exhibir els crims de guerra dels EUA.
Agudament crític amb l'estalinisme, el seu pensament polític va travessar diverses etapes: des dels moments de Socialisme et liberté, agrupació política de la Resistència francesa a l'ocupació nazi, quan escriu un programa basat en Saint-Simon i Pierre-Joseph Proudhon, que considerava que el socialisme d'estat era contrari a la llibertat de l'individu, fins a la seva brevíssima adhesió al Partit Comunista Francès, i el seu posterior acostament als maoistes. El seu principal treball en l'intent de comunió entre l'existencialisme i el marxisme va ser Critique de la raison dialectique, publicat l'any 1960.
Durant la Guerra dels Sis Dies es va oposar a la política de suport als àrabs pregonada pels partits comunistes d'arreu del món (amb l'excepció de la República Socialista de Romania). I juntament amb Pablo Picasso aconseguí el suport de 200 intel·lectuals francesos per a oposar-se a l'intent de destrucció de l'estat d'Israel i fa un cridat a enfortir els sectors antiimperialistes d'ambdues parts com única forma d'arribar a una pau justa i al socialisme.
L'èmfasi de Sartre en els valors humanistes de Karl Marx i el seu èmfasi en el jove Marx, el va dur a enfrontar-se amb l'intel·lectual comunista Louis Althusser, amb el qual va tractar de redefinir el treball de Marx en un període premarxista, amb generalitzacions essencialistes sobre la humanitat, i un període autènticament marxista, més madur i científic a partir de les seves obres principals. La història ha convertit aquest debat en l'únic debat públic que Sartre va perdre al llarg de la seva vida, però fins a la data segueix essent un esdeveniment controvertit en alguns cercles filosòfics francesos.

### Mort

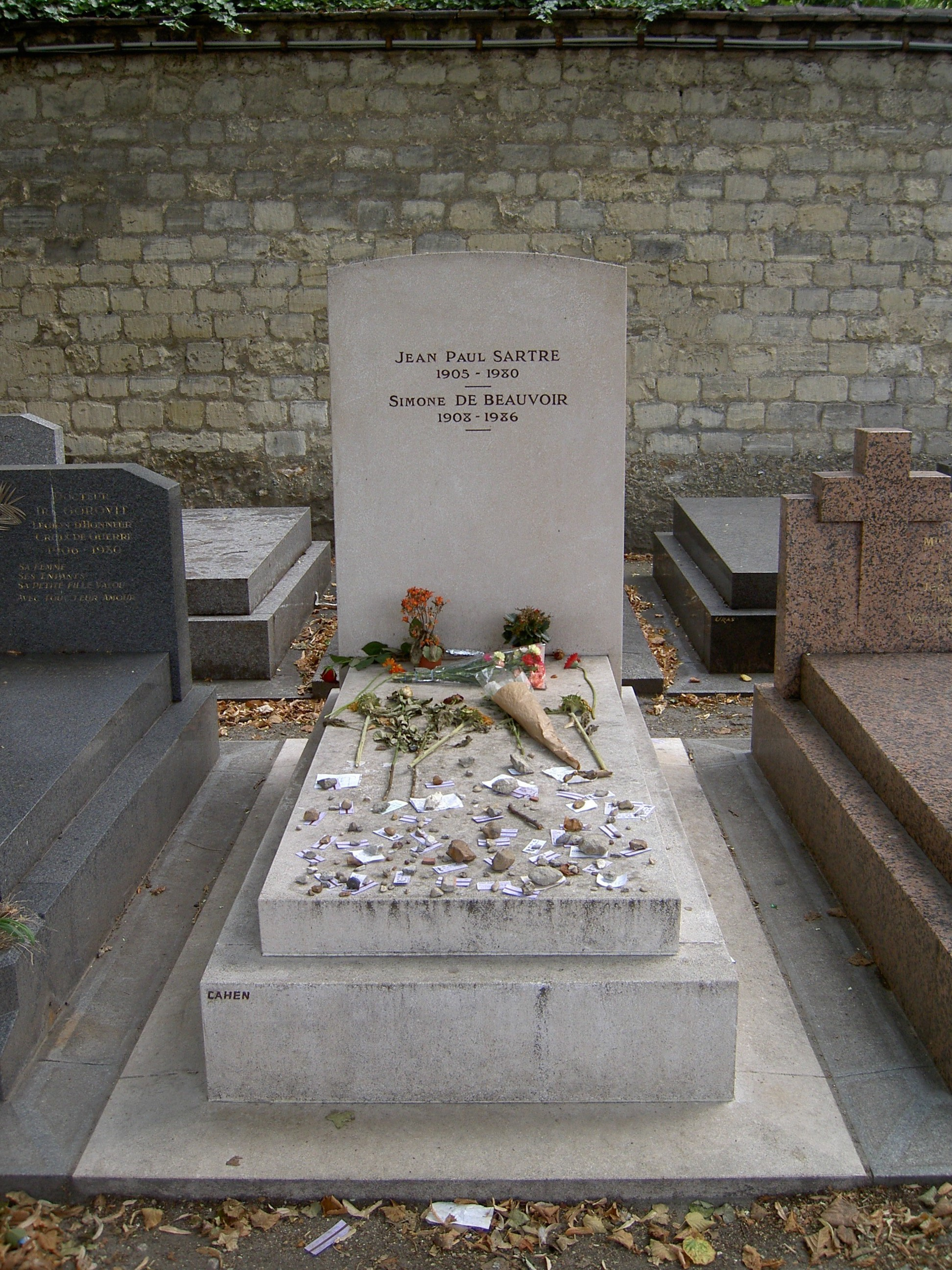
Tomba de Sartre i Beauvoir al Cementiri de Montparnasse de París

Afectat d'urèmia, Jean-Paul Sartre va morir el 15 d'abril de 1980 abans de complir els 75 anys a l'Hospital Broussais de París, a conseqüència d'un edema pulmonar.
A escala mundial, l'anunci de la seva mort causà gran commoció. Al funeral, el 19 d'abril de 1980, varen participar cinquanta mil persones que van sortir als carrers de París per acompanyar-lo i retre-li un darrer homenatge. Una enorme multitud es va bolcar a acomiadar a qui havia captivat tres generacions de francesos. Entre ells, antics alumnes dels anys a Le Havre i París, els companys de l'alliberament i els comunistes dels anys 1950, exactivistes de la pau a Algèria i, finalment, els joves maoistes. Un jove assistent a l'enterrament va comentar: «he anat a la protesta contra la mort de Sartre». Sartre va ser enterrat inicialment en una fossa provisional a l'esquerra de la porta del cementiri. Quatre dies després, el cos va ser desenterrat per ser cremat al cementiri de Père-Lachaise, i les seves cendres van ser reenterrades al lloc permanent a cementiri de Montparnasse, a la dreta de la porta del cementiri.

## Obra i pensament

### La nàusea i l'existencialisme
Sartre va escriure la novel·la La nàusea el 1938, acabat de diplomar-se com dissertador a la Universitat de la Haia. Aquest assaig és al mateix temps un manifest existencialista i el seu llibre més conegut. Seguint la tradició de la fenomenologia alemanya, Sartre pensava que les nostres idees són producte de la nostra experiència en situacions quotidianes, i que les novel·les i obres de teatre que descriuen aquestes experiències fonamentals tenen tant valor com els assajos discursius produits per les teories filosòfiques. Amb aquesta premissa, la novel·la tracta d'un investigador deprimit (Roquentí) en una ciutat similar a La Haia, que es torna cada vegada més agudament conscient de la indiferència cap a ell de part dels objectes íntims i les situacions que l'envolten. De tal sort que aquests es resisteixen a qualsevol significat que la consciència humana els vulgui adjudicar. Aquesta indiferència de «les coses per elles mateixes» subratlla la llibertat de Roquentí de percebre i actuar en el món: onsevulla que ell mira, troba situacions plenes de significats creats per ell. D'aquí la nàusea: tot el que troba en la seva vida quotidiana està recarregat amb un penetrant (horrible fins i tot) sabor d'ell mateix i, més concretament, a la seva llibertat. No importa quan anheli altra cosa, una mica diferent: no pot allunyar-se de la dolorosa evidència que deixa la seva participació en el món. Les històries d'El mur emfatitzen els aspectes arbitraris de les situacions en les quals la gent es troba i l'absurd de tractar de bregar amb aquestes racionalment. Aquest text va promoure l'escola literària de la filosofia de l'absurd.

### Literatura i cinema
Durant les dècades de 1940 i 1950 les idees de Sartre eren molt populars, i l'existencialisme va ser la filosofia preferida de la generació beatnik a Europa i als EUA. El 1948 l'Església Catòlica va llistar tots els llibres de Sartre a l'Index de llibres prohibits. La majoria de les seves obres de teatre estan plenes de símbols que serveixen d'instrument per a difondre la seva filosofia. La més coneguda, A porta tancada, de 1944, conté la famosa frase: L'enfer, c'est les autres («L'Infern són els altres»). A més de l'evident impacte de La nàusea, la major contribució literària de Sartre va ser la trilogia Les Chemins de la liberté, que traça l'impacte dels esdeveniments de la preguerra en les seves idees. Es tracta d'una aproximació més pràctica i menys teòrica a l'existencialisme.
L'any 1964 fou guardonat amb el Premi Nobel de Literatura «pel seu treball que, ric en idees i curull d'un esperit de llibertat i de recerca per la veritat, ha exercit una influència de gran envergadura en els nostres temps». Sartre refusà el premi adduint el seu gran valor burgès.
John Huston va fer que Sartre col·laborés en la seva pel·lícula Freud: The Secret Passion. No obstant això, el procés va ser massa llarg i Sartre va retirar el seu nom dels crèdits de la pel·lícula. No obstant això, molts elements clau del guió de Sartre sobreviuen a la pel·lícula acabada.
Interessat en el cinema com un mitjà d'expressió de les seves idees, el 1947 realitzà la primera col·laboració en un guió cinematogràfic a Les Jeux sont faits, dirigida per Jean Delannoy. Participà en diverses adaptacions de les seves obres teatrals i el 1957 aconseguí una nominació al Oscar per la seva història original de la pel·lícula Els orgullosos, dirigida l'any 1953 per Yves Allégret.

## Obra seleccionada
- L'imagination (1936)
- La nàusea (1938)
- El mur (1939)
- L'imaginari (1940)
- Les mouches (1943)
- L'ésser i el no-res (1943)
- A porta tancada (1944)
- Les Chemins de la liberté (1945)
- L'existencialisme és un humanisme (1945)
- Morts sans sépulture (1946)
- La P... respectuosa (1947)
- Baudelaire (1947)
- Les Mains sales (1948)
- Le diable et le bon dieu (1951)
- Critique de la raison dialectique (1960)
- Les Mots (1964)
- Situations (1947-1965)
- L'Idiot de la famille (1971-1972) sobre Gustave Flaubert
- Carnets de la drôle de guerre (pòstuma, publicada el 1983)
- Cahiers pour une morale (pòstuma, publicada el 1984)
- Vérité et existence (pòstuma, publicada el 1989)

## Traduccions al català
- Paisatge d'un segle. Edicions El Jonc. Lleida, 2006.[17]
- La nàusea. Traducció de Ramon Xuriguera. Edicions Proa, Biblioteca A tot vent, 118. Primera edició: 1966.
- El Mur, traducció d'Agustí Bartra. Edicions Proa, Biblioteca A tot vent, 192. Primera edició: 1980.
- Reflexions sobre la qüestió jueva. Editorial Nova Terra. col. Síntesi, 25. Barcelona, 1967.
- Els mots. Traducció de Josep M. Corredor. Edicions Proa. 1a edició. Barcelona 1965

Teatre
- Les mosques. Traducció de Manuel de Pedrolo
- A porta tancada. Traducció de Manuel de Pedrolo.[18]
- Morts sense sepultura. Traducció de Manuel de Pedrolo.
- La p... respectuosa. Traducció de Manuel de Pedrolo.
- Les mans brutes. Traducció de Manuel de Pedrolo.
- Les troianes. Traducció de Manuel de Pedrolo.
- Kean. Adaptació de la peça homònima d'Alexandre Dumas. Traducció de Carme Serrallonga.